# 해안군 (조선 중종)
해안군(海安君, 1511년 7월 19일(음력 6월 15일) ~ 1573년 9월 9일(음력 8월 4일))은 조선의 왕족이다. 중종의 차남이자 서차남으로 생모는 숙의 홍씨이다.
성은 이, 이름은 기 또는 희(㟓)이며, 자는 불붕(不崩), 본관은 전주이다.

## 생애

### 가계
1511년(중종 6년) 음력 6월 15일 조선의 제11대 왕 중종과 후궁 숙의 홍씨의 아들로 태어났다. 인종, 명종, 덕흥대원군(선조의 생부) 등의 이복형이다.
생모 숙의 홍씨는 남양 홍씨 출신으로, 중종에게 가장 많은 총애를 입은 후궁이라고 한다.

### 왕자 시절
8살 때인 1518년(중종 13년) 음력 12월 28일 정식으로 해안군(海安君)에 책봉되었다. 1522년(중종 17년) 중종은 자신의 자녀들의 집을 수리하게 하였는데, 이 과정에서 사간원이 그 역사가 사치스럽다는 상소를 올려 역사 규모를 대폭 축소하였다. 이때 해안군의 집에 수축할 예정이었던 연못도 수축이 중지되었다.
1533년(중종 28년)에는 왕세자(훗날의 인종)의 양제와 해안군의 부인을 간택하라는 전교가 동시에 내려졌다. 그러나 해안군의 부인에 대한 간택 단자만 내고 세자의 양제 간택 단자를 내지 않은 이가 많아, 양제 간택을 먼저 한 후에 해안군의 부인을 간택하게 되었다. 당시 23살이던 해안군은 이미 부인 류씨와 결혼하여 딸을 낳았었으나, 류씨가 1년 전인 1532년(중종 27년) 요절하는 바람에 다시 부인을 간택하게 된 것이다.
해안군은 1540년(중종 35년) 종부시의 제조를 지냈다. 이 해 선원전에 모셔둔 정종과 왕비 정안왕후, 고려 공민왕의 초상화 일부가 섞여 함께 종부시 제조로 있던 이성군과 함께 그 진품을 가려달라는 상소를 올리기도 하였다. 이후 1549년(명종 4년) 오위도총부 도총관이 되었으며, 사옹원과 문소전의 도제조도 지냈다.
한편 해안군은 1542년(중종 37년) 음력 1월 8일 3차례나 연고를 핑계하였다는 이유로 탄핵을 받아 파직되었으며, 1546년(명종 1년) 음력 2월 19일 사헌부에 의해 다시 탄핵되었으나 이때는 명종의 배려로 아무 일 없이 넘어갔다. 1561년(명종 16년) 음력 4월 3일에는 해안군의 사위 김규가 강경 시험 병과에 합격하였는데, 이 사실을 두고 《명종실록》을 기록한 사관은 공정하지 못한 선발이라며 비판하였다.

### 사망과 평가
1573년(선조 6년) 음력 8월 4일 향년 63세를 일기로 사망하였다. 해안군이 사망하자 당시 대신들은 선조에게 정조시 하기를 청하였다. 1788년(정조 12년) 정조로부터 정희(靖僖)의 시호를 받았다. 묘소는 양주 신혈리에 마련되었다.
해안군은 항상 조용하고 책을 좋아하였으며, 술을 마시지 않았다고 한다. 또 용모도 단정하고 아름다웠다고 한다. 이러한 해안군의 성격을 두고 중종은 "나의 아들 중에 가장 침착하고 삼가 들떠 있지 아니함에 해안군 같은 아이가 없다."라고 칭찬하였다. 또 중종은 자신의 잠저를 해안군에게 하사하기도 하였는데, 해안군은 항상 검소하여 사람들이 그 집 앞을 지나가도 그곳이 왕자의 집인줄 몰랐다고 한다. 또 병으로 말을 잘 하지 못하게 됐을 때에도 항상 의관을 갖추고 있었으며, 명종은 해안군의 병을 치료하기 위해 어의를 보내기도 하였다.

## 가족 관계[15]
해안군은 2명의 정부인을 두었다. 첫 번째 부인은 영의정을 지낸 진주 류씨 류순정의 손녀로, 아버지는 류홍이다. 류씨는 자녀를 낳지 못 하고 1532년(중종 32년) 27세를 일기로 사망했다. 두 번째 부인은 우찬성에 추증된 거창 신씨 신홍유의 딸이며, 딸을 하나 낳았다. 신씨는 1567년(선조 즉위년) 음력 9월 사망하였으며, 해안군의 묘소에 다른 봉분의 형태로 합장되어 있다. 해안군은 측실을 두었으며, 이 측실들이 6남 4녀를 낳았다.
- 부왕 : 제11대 중종(中宗, 1488 ~ 1544)
- 생모 : 숙의 홍씨(淑儀 洪氏)
  - 정부인 : 류홍(柳泓)의 딸 진산군부인 진주 류씨(晉山郡夫人 晉州 柳氏, 1506 ~ 1532)
  - 계부인 : 신홍유(愼弘猷)의 딸 익창군부인 거창 신씨(益昌郡夫人 居昌 愼氏, 1514 ~ 1567)
    - 장녀 : 이예영(李禮英, 1535 ~ ?)
    - 사위 : 희천 김씨 김규(金戣, 1531 ~ ?)
      - 양외손자 : 김준두(金遵阧, 1570 ~ ?)

  - 첩 : 의금(義今) - 노비 출신
    - 장남(서자) : 서릉군(西陵君) 이섬(李銛, 1537 ~ 1601[16])
    - 며느리 : 한개(韓漑)의 딸 군부인 청주 한씨
      - 손녀 : 이가시(李加屎, 1551 ~ ?)

    - 며느리(측실) : 훈융비(訓戎非) - 양민 출신
      - 서손자 : 연성도정(蓮城都正) 이몽호(李夢虎, 1582 ~ ?)

    - 며느리(측실) : 종개(終介) - 노비 출신
      - 서손자 : 연은군(蓮恩君) 이응호(李應虎, 1585 ~ ??
      - 서손자 : 연창군(蓮昌君) 이차호(李次虎, 1586 ~ ?)
      - 서손자 : 연산부령(蓮山副令) 이용호(李龍虎, 1593 ~ ?)
      - 서손자 : 연계부령(蓮溪副令) 이종호(李終虎, 1595 ~ ?)

    - 며느리(측실) : 춘반(春般) - 양민 출신
      - 서손녀 : 이이가(李二加, 1585 ~ ?)

    - 며느리(측실) : 천향(天香) - 양민 출신
      - 서손녀 : 이가야지(李加也之, 1587 ~ ?)

    - 며느리(측실) : 노옥(老玉) - 노비 출신
      - 서손녀 : 이선옥(李善玉, 1588 ~ ?)
      - 서손녀 : 이정이(李貞伊)

  - 측실 : 태성(台成) - 노비 출신
    - 차녀(서녀) : 이계환(李繼環, 1548 ~ ?)
    - 사위 : 평산 신씨 신택(申澤)
      - 외손녀 : 신대개(申大介, 1564 ~ ?)
      - 외손녀 : 광산 이씨 이인로(李仁老)의 처
      - 외손녀 : 신예순(申禮順, 1574 ~ ?)

    - 3녀(서녀) : 이영환(李英環, 1549 ~ ?)
    - 사위 : 영천 신씨(永川 申氏) 신상덕(申尙德)
      - 외손자 : 신복함(申福諴, 1566 ~ ?)
      - 외손녀 : 신의순(申義順, 1574 ~ ?)
      - 외손녀 : 신정순(申貞順, 1578 ~ ?)
      - 외손녀 : 신난순(申蘭順, 1582 ~ ?)
      - 외손자 : 신복심(申福諶, 1588 ~ ?)

  - 측실 : 복지(福只) - 노비 출신
    - 차남(서자) : 서흥군(西興君) 이학정(李鶴貞, 1549 ~ 1608)
    - 며느리 : 심광언(沈光彦)의 서녀 군부인 청송 심씨
      - 손녀 : 이효순(李孝順, 1570 ~ ?)
      - 손녀 : 이제순(李悌順, 1572 ~ ?)
      - 손녀 : 이종순(李終順, 1576 ~ ?)
      - 손녀 : 이말순(李末順, 1580 ~ ?)
      - 손자 : 위성령(渭城令) 이효민(李孝閔, 1584 ~ ?)

  - 측실 : 가지(加知) - 양민 출신
    - 3남(서자) : 오천군(烏川君) 이굉(李鍧, 1550 ~ ?)
    - 며느리 : 남치근(南致勤)의 서녀 군부인 의령 남씨
      - 손자 : 의성도정(宜城都正) 이효충(李孝忠, 1568 ~ ?)
      - 손녀 : 이효옥(李孝玉, 1571 ~ ?)

    - 며느리(측실) : 묵금(墨今) - 양민 출신
      - 서손자 : 안성군(安城君) 이인충(李仁忠, 1578 ~ ?)
      - 서손자 : 춘성부수(春城副守) 이의충(李義忠, 1582 ~ ?)

    - 며느리(측실) : 향복(香福) - 양민 출신
      - 서손녀 : 이의제(李義悌, 1584 ~ ?)
      - 서손자 : 강성부수(江城副守) 이제충(李悌忠, 1586 ~ ?)
      - 서손녀 : 이효제(李孝悌, 1589 ~ ?)
      - 서손녀 : 이여제(李女悌, 1595 ~ ?)
      - 서손자 : 해성군(海城君) 이원충(李元忠, 1597 ~ ?)
      - 서손자 : 영성군(泳城君) 이형충(李亨忠, 1601 ~ ??
      - 서손자 : 낭성부수(浪城副守) 이이충(李利忠, 1604 ~ ?)

    - 4남(서자) : 오산군(烏山君) 이현(李鉉, 1551 ~ 1601[17])
    - 며느리 : 김우서(金禹瑞)의 서녀 군부인 우봉 김씨
      - 손녀 : 이효녀(李孝女, 1568 ~ ?)
      - 손자 : 철성부수(鐵城副守) 이효원(李孝元, 1570 ~ ?)
      - 손녀 : 이효계(李孝繼, 1574 ~ ?)
      - 손녀 : 이효의(李孝義, 1581 ~ ?)
      - 손녀 : 이효진(李孝珍, 1583 ~ ?)
      - 손자 : 원성부수(原城副守) 이제원(李悌元, 1584 ~ ?)
      - 손자 : 선성도정(先城都正) 이신원(李信元, 1588 ~ ?)

    - 며느리(측실) : 인성(麟性) - 양민 출신
      - 서손녀 : 이효생(李孝生, 1576 ~ ?)

    - 며느리(측실) : 춘개(春介) - 양민 출신
      - 서손자 : 연성령(延城令) 이충원(李忠元, 1594 ~ ?)

    - 5녀(서녀) : 이기환(李麒環, 1563 ~ ?)
    - 사위 : 능성 구씨 구호(具灝)
      - 외손자 : 구민(具旻, 1609 ~ ?)

    - 6남(서자) : 오강군(烏江君) 이건(李鍵, 1560 ~ 1648) - 이복 백부 복성군의 양자로 출계

  - 측실 : 보금(寶今) - 노비 출신
    - 5남(서자) : 서천군(西川君) 이금(李錦, 1554 ~ ?)
    - 며느리 : 홍조(洪造)의 딸 군부인 남양 홍씨
      - 손자 : 당성군(唐城君) 이효일(李孝一, 1568 ~ ?)
      - 손녀 : 이득록(李得祿, 1573 ~ ?)
      - 손녀 : 이용옥(李龍玉, 1576 ~ ?)
      - 손녀 : 이견옥(李堅玉, 1585 ~ ?)
      - 손자 : 익성령(益城令) 이효신(李孝信, 1587 ~ ?)

    - 며느리(측실) : 예향(禮香) - 양민 출신
      - 서손자 : 이효명(李孝明, 1564 ~ ?)
      - 서손자 : 화원수(花原守) 이효성(李孝誠)[18]
      - 서손자 : 이효영(李孝永, 1568 ~ ?)
      - 서손자 : 이효종(李孝宗, 1570 ~ ?)

  - 측실 : 복가(福加) - 노비 출신
    - 4녀(서녀) : 이여환(李女環, 1558 ~ ?)
    - 사위 : 희천 김씨 김준계(金遵階)
      - 외손자 : 김락(金洛, 1578 ~ ?)
      - 외손녀 : 김현옥(金賢玉, 1583 ~ ?)
      - 외손자 : 김형(金泂, 1588 ~ ?)[19]